# ATP Challenger Valladolid
Der ATP Challenger Valladolid (offiziell: Arroyo de la Encomienda) war ein Tennisturnier, das zwischen 2003 und 2005 in Valladolid, Spanien, stattfand. Es gehörte zur ATP Challenger Tour und wurde im Freien auf Hartplatz gespielt.

## Liste der Sieger

### Einzel
| Jahr | Sieger        | Finalgegner         | Ergebnis             |
| ---- | ------------- | ------------------- | -------------------- |
| 2005 | Filip Prpic   | Wang Yeu-tzuoo      | 6:2, 7:65            |
| 2004 | Nicolas Mahut | Jean-Michel Pequery | 6:3, 3:6, 6:5 aufgg. |
| 2003 | Gilles Müller | Iván Navarro        | 6:4, 6:3             |

### Doppel
| Jahr | Sieger                               | Finalgegner                             | Ergebnis      |
| ---- | ------------------------------------ | --------------------------------------- | ------------- |
| 2005 | Matwé Middelkoop Alexander Peya      | Jasper Smit Stefan Wauters              | 7:67, 6:3     |
| 2004 | Jean-François Bachelot Nicolas Mahut | Aisam-ul-Haq Qureshi Michael Ryderstedt | 6:3, 6:4      |
| 2003 | Jun Katō Łukasz Kubot                | Filipp Muchometow Tripp Phillips        | 4:6, 6:0, 6:1 |